# Cyrto-hypnum arzobispoae
Cyrto-hypnum arzobispoae är en bladmossart som beskrevs av David Maughan Churchill och Linares C. 1995. Cyrto-hypnum arzobispoae ingår i släktet Cyrto-hypnum och familjen Thuidiaceae. Inga underarter finns listade i Catalogue of Life.